# Море изобилия (роман)
 «Море изобилия» (яп. 豊饒の海 Хо:дзё: но уми) — роман японского писателя Юкио Мисимы, по форме представляющий тетралогию и состоит из следующих произведений:
- «Весенний снег» (1966)
- «Несущие кони» (1969)
- «Храм на рассвете» (1970)
- «Падение ангела» (1971)

В основу сюжета положена «Хамамацу Тюнагон моногатари». Название соответствует латинскому названию одного из лунных морей и в источнике выглядит как «Mare Foecunditatis». Роман публиковался в журнале «Синтё», начиная 1965 года. В 2005 году режиссёр Исао Юкисада снял фильм «Весенний снег» по первой части цикла.